# 菅船神社 (郡山市逢瀬町)
菅船神社（すがふねじんじゃ）は、福島県郡山市逢瀬町河内の集落の西に鎮座する神社。旧社格は郷社。

## 歴史
かつてこの地が荒れていた時代、西の湖から神が菅の船で渡ってきてこの地を救ったという。その神を祀ったのが始まりと伝えられる。
その後、889年（寛平元年）当時発見された瑞玉を御神体とし、伊勢国椿大神社から安積山（額取山）麓の現在地に猿田彦大神を勧請して「河内明神」としたものが現在の菅船神社。
1722年（享保7年）二本松藩主 丹羽秀延は、江戸屋敷「矢の蔵」の護衛の任に当たっていた時、大火に遭遇するが、事なきを得る。これが河内明神の加護とされる。
1790年（寛政2年）二本松藩主 丹羽長貴により社殿が造営され、神領50石を与えられる。
1783年（天明3年）6月には天照皇大神、月夜見大神を相殿勧請され、菅船神社と改められる。
1872年（明治5年）8月5日、郷社に列格。

## 境内

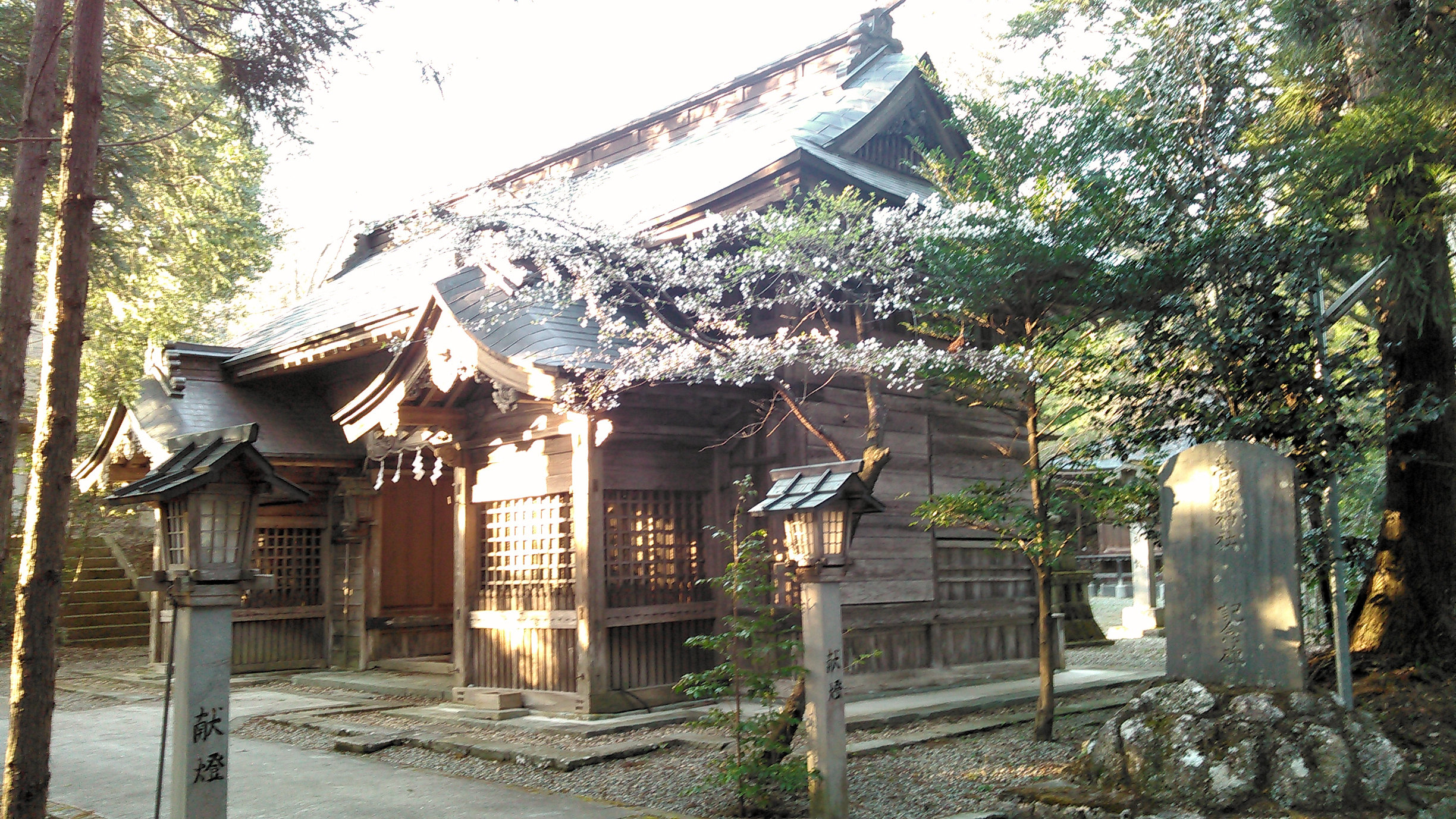
随神門（建惣門）

- 入口の随神門（建惣門）には、過去に奉納された色とりどりの数多くの絵馬が飾られている

## その他
- 参道は河内の集落内から田んぼを抜けて長く続き、途中の安積疏水には菅船神社にちなんで「明神橋」と名づけられた太鼓橋風の橋が架けられている[3]
- 社務所は鳥居の手前にある[4]
- 春の例大祭では太々神楽の奉納が、また秋の例大祭では御輿渡[5]などがある

## アクセス
- 郡山駅8番バス乗り場より河内行バスで「河内」下車、徒歩20分
- 東北自動車道郡山ICから車で20分、駐車スペースあり